# My Summer of Love
My Summer of Love es una película de 2004 dirigida por Pawel Pawlikowski sobre un guion de Pawel Pawlikowski y Michael Wynne basado en la novela homónima de Helen Cross. Rodada en West Yorkshire, la película ganó en BAFTA.

## Sinopsis
La película explora la relación entre dos mujeres jóvenes de diferentes clases. Mona (Natalie Press) una vez que su hermano (Paddy Considine) se convirtió en un cristiano en prisión, conoce a Tamsin (Emily Blunt) que sufre de falta de amor en su familia, y conduce a una serie de aventuras junto a Mona durante el verano, pero todo se descontrola al volverse más cercanas.

## Elenco
- Natalie Press como Mona.
- Emily Blunt como Tamsin.
- Paddy Considine como Phil.
- Dean Andrews como Ricky.
- Michelle Byrne como esposa de Ricky.
- Paul-Anthony Barber como padre de Tamsin.
- Lynette Edwards como madre de Tamsin.
- Kathryn Sumner como Sadie.